# White Light/Violet Sauce
『White Light / Violet Sauce』（ホワイト・ライト / ヴァイオレット・ソース）は、日本の女性歌手、安室奈美恵の単独名義では30枚目のシングル。

## 解説
- 7枚目のアルバム『Queen of Hip-Pop』に続く2005年第2弾シングル。恒例の韓国でも同時リリースされた。『GIRL TALK/the SPEED STAR』以来約1年ぶりとなったダブルAサイドシングル。
- 『Queen of Hip-Pop』からNao'ymtをプロデューサーに迎えての安室初のクリスマスソング「White Light」と、安室サイドがイメージソングを歌いたいと逆オファーしてコラボが実現したギャガ配給映画『シン・シティ』の日本版イメージソング（初の洋画タイアップ）となった「Violet Sauce」を収録したダブルAサイドシングル。
- 「Violet Sauce」は、映画を見て気に入った安室がイメージから浮かんだインスピレーションを基にNaoが書き下ろした。ギターで竹内朋康（Super Butter Dog／マボロシ）が参加。またバックコーラスではロバート・ロドリゲス監督が参加した。
- 当初は「White Light」の続編とも言える「Nobody」をカップリング曲として収録予定だったが、「Violet Sauce」のリミックスに変更された。なお、「Nobody」は後の2007年第1弾シングル『Baby Don't Cry』のカップリングに収録された。
- 翌月12月7日には、「White Light」も収録されたPV集『FILMOGRAPHY 2001-2005』（DVD）がリリースされ、オリコン週間DVD総合チャートで初登場1位を記録し、2006オリコン音楽DVD年間ランキングでは10位にチャートインした。
- なお、8枚目のアルバム『PLAY』では、「Violet Sauce」は「Violet Sauce (Spicy)」として別アレンジで収録されており、「White Light」はベスト・アルバム『BEST FICTION』と『Ballada』に収録となった。

## 収録曲
全作詞・全作曲・全編曲：Nao'ymt
1. White Light
ドワンゴ「いろメロミックス」キャンペーン・ソング
2. Violet Sauce
ギャガ配給映画「シン・シティ」日本版イメージソング
3. Violet Sauce (Anotha Recipe)
Remix：Nao'ymt
4. White Light (Instrumental)
5. Violet Sauce (Instrumental)